# معبد حوروس در ادفو

## خلاصه

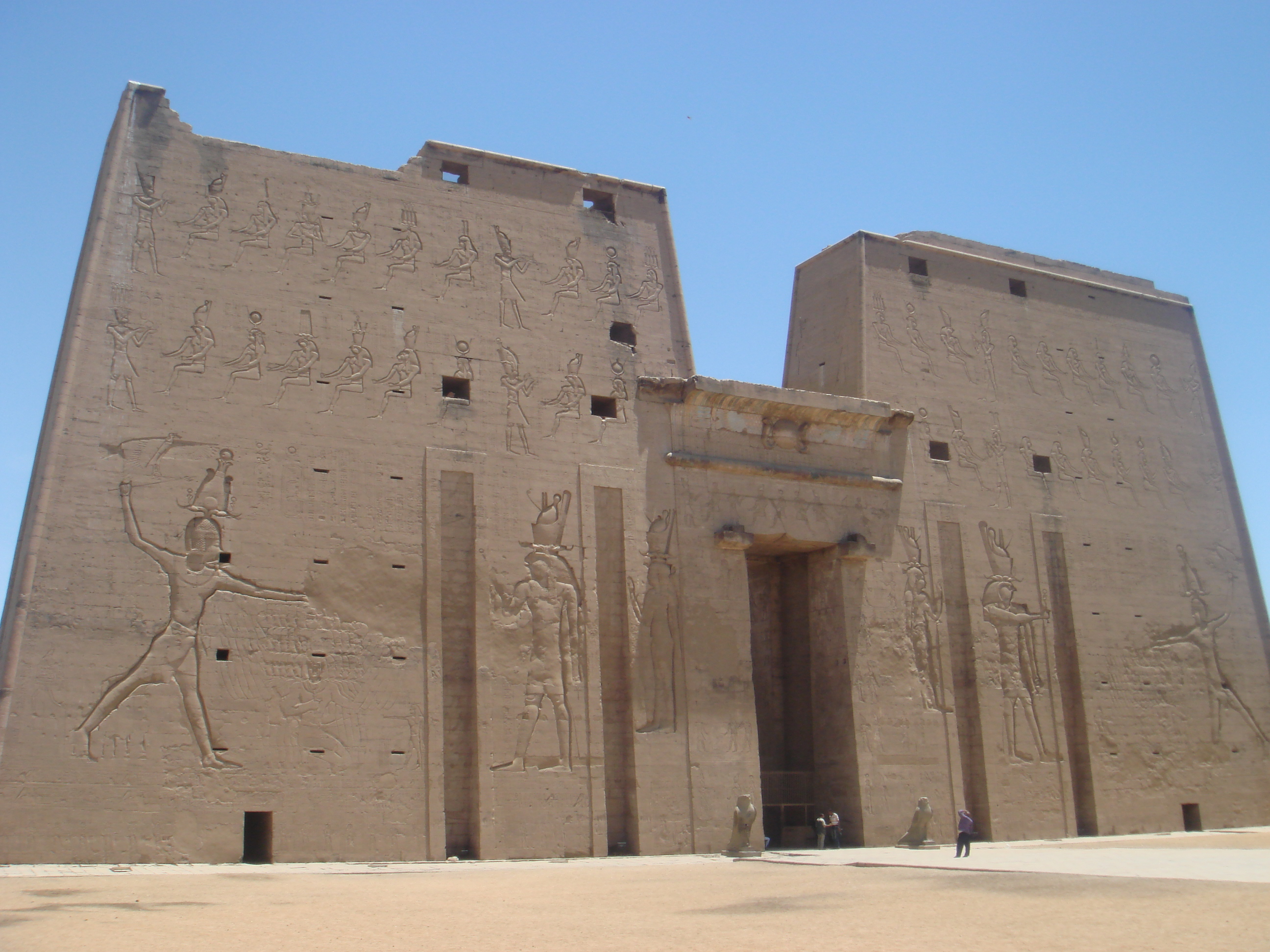
نمایی از معماری خارجی معبد حوروس در ادفو

معبد هوروس در ادفو، نام معبد و نیایش‌گاهی باستانی در مصر باستان است که در کرانه باختری رود نیل و در شهر تاریخی ادفو واقع شده است. این معبد در دوره یونانی، برای حوروس (ایزد عقاب‌نما) ساخته شده بود.
در خلوت‌گاه درونی تاریک معبد حوروس، هم‌چنان زیارت‌گاهی برپاست که سنگ‌های آن صیقل داده شده‌اند و بر باور مصریان باستان، حکاکی‌های آن در اطراف تپه‌آفرینش وجود داشته‌اند.
معبد ادفو در مصر علیا، بین اقصر و اسوان قرار دارد و به هوروس، خدای جنگ با سر شاهین تقدیم شده بود. این معبد به همراه همسرش هاثور و پسرشان هارسومتوس پرستش می‌شد. معبد ادفو یکی از خیره‌کننده‌ترین و کامل‌ترین معابد مصر باستان است که به پرستش خدای هوروس اختصاص دارد. این معبد در کرانه غربی رود نیل واقع شده و ساخت آن در دوران حکومت بطلمیوس سوم (۲۴۶–۲۲۱ پیش از میلاد) در سال ۲۳۷ قبل از میلاد آغاز شد، اما ۱۸۰ سال بعد، در دوران بطلمیوس دوازدهم (۸۰–۵۱ پیش از میلاد) در سال ۵۷ قبل از میلاد به پایان رسید.  این معبد برای هزاران سال زیر لایه‌هایی از رسوبات و بقایای سکونتگاه‌ها مدفون بود، به همین دلیل عناصر معماری و تزئینات آن به شکلی استثنایی حفظ شده‌اند. در سال ۱۸۶۰، باستان‌شناس فرانسوی آگوست ماریت بخش‌هایی از معبد را کشف و مرمت کرد.  در ورودی معبد، دو درگاه عظیم (پیلون) دیده می‌شود که صحنه‌هایی از پیروزی بطلمیوس دوازدهم بر دشمنان و پرستش خدایان را به تصویر می‌کشند. دو مجسمه بزرگ گرانیتی از هوروس، خدای شاهین، در مقابل این درگاه‌ها قرار دارند. پس از عبور از درگاه‌ها، به یک حیاط ستون‌دار (پریستایل) وارد می‌شوید که با ستون‌های مزین به سرستون‌های گل‌دار احاطه شده است.  در ادامه، دو تالار هیپوستایل قرار دارند:  
- تالار اول: صحنه‌هایی از بنیان‌گذاری معبد و نقش پادشاه در حال انجام آیین‌های مذهبی را نمایش می‌دهد.  
- تالار دوم: تصاویری از سفر هوروس در قایق مقدس به همراه الهه هاثور را در بر دارد.  پس از تالار دوم هیپوستایل، تالار عرضی (ترانزورس) و سپس قداست‌گاه معبد قرار گرفته است.

## نگارخانه

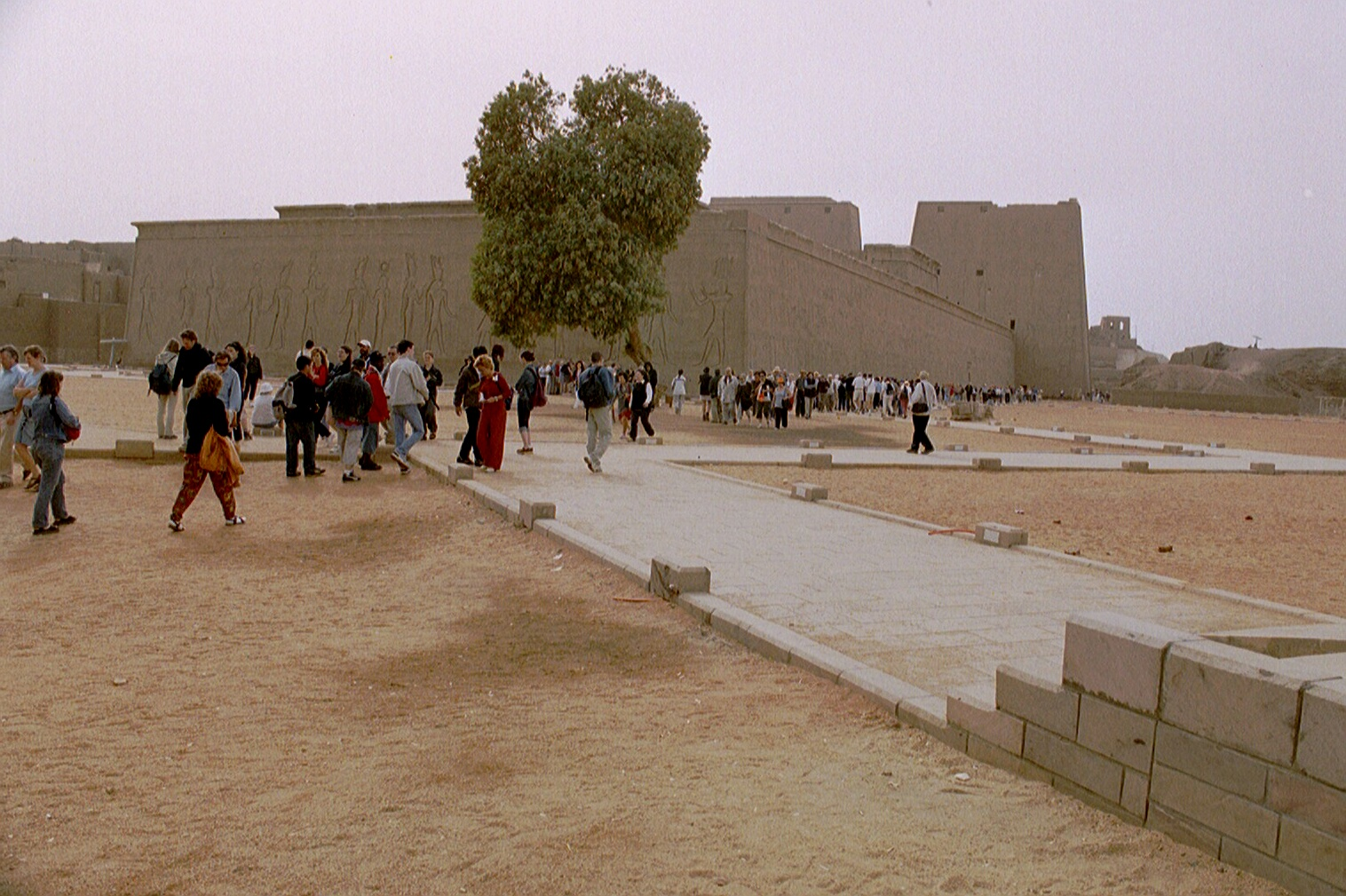
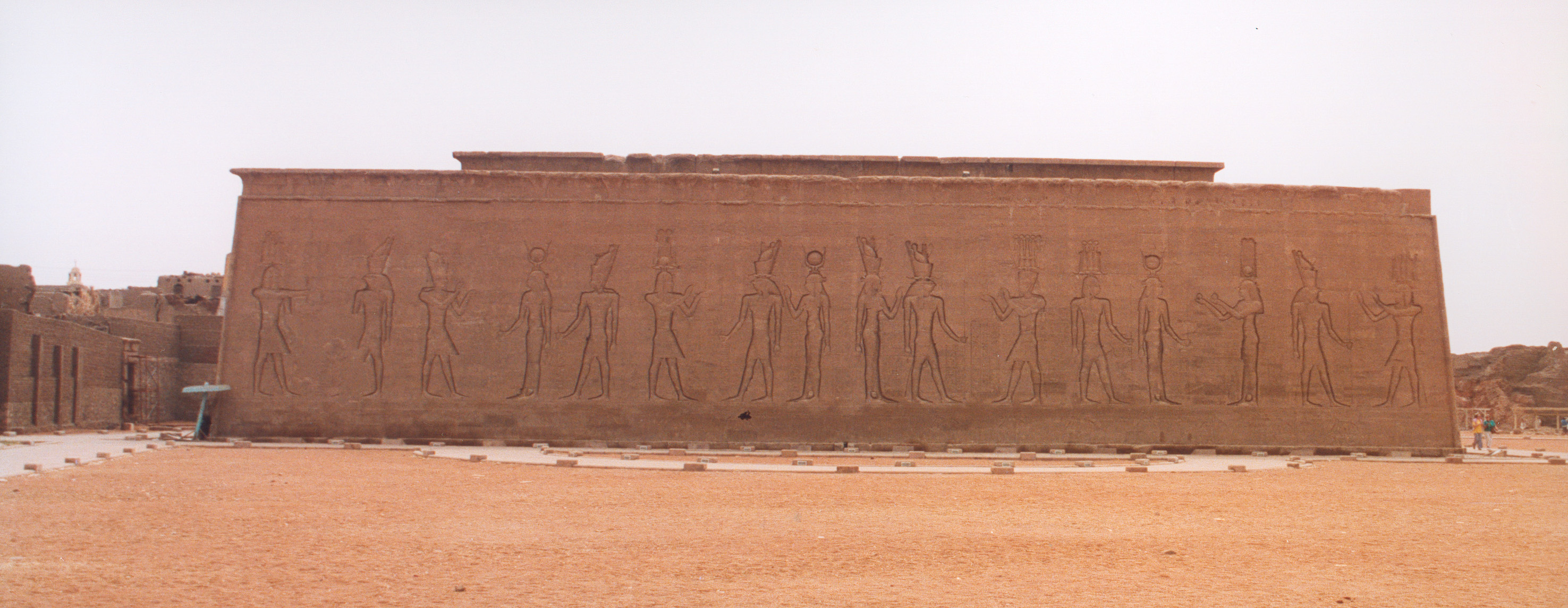
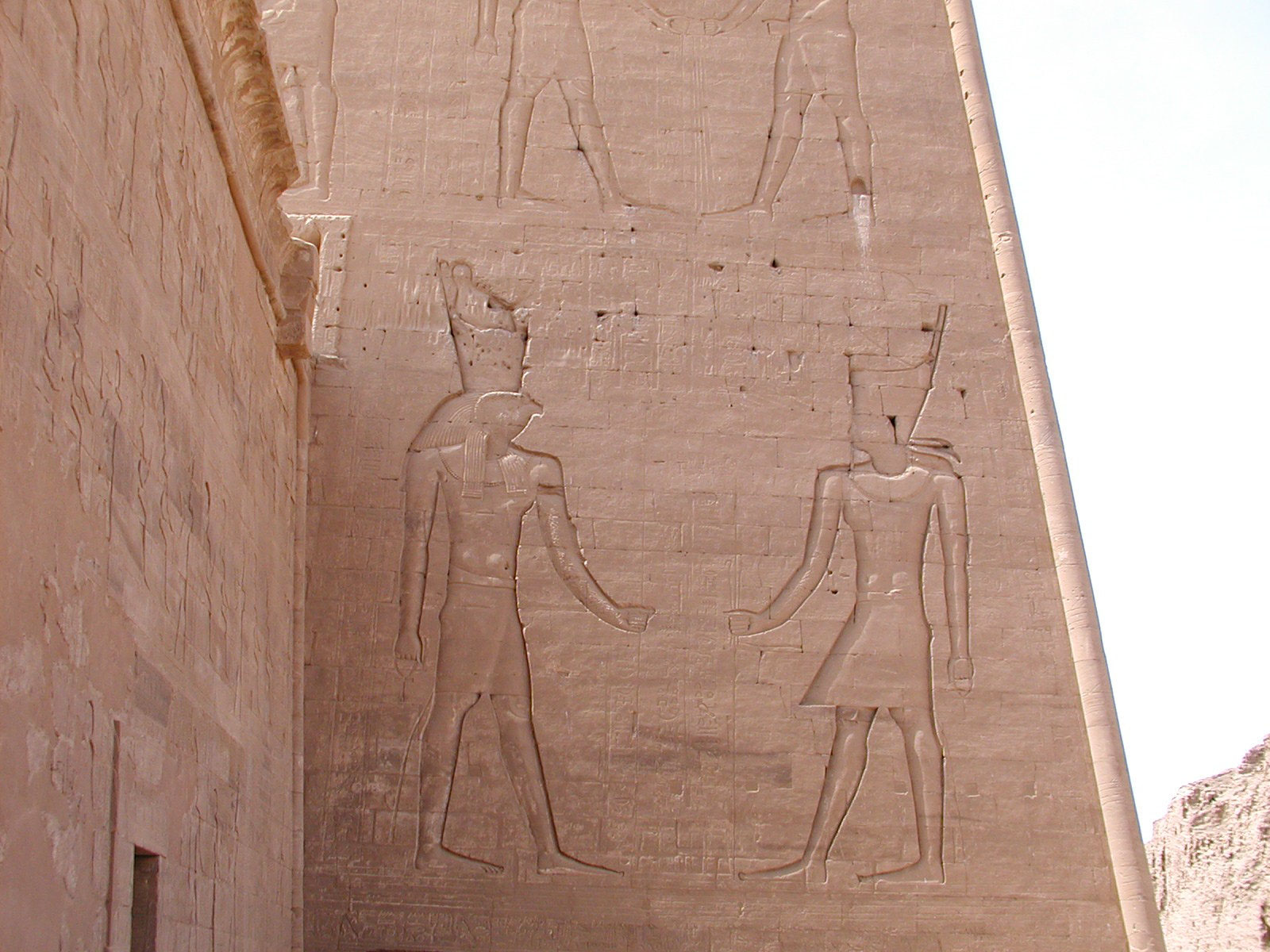
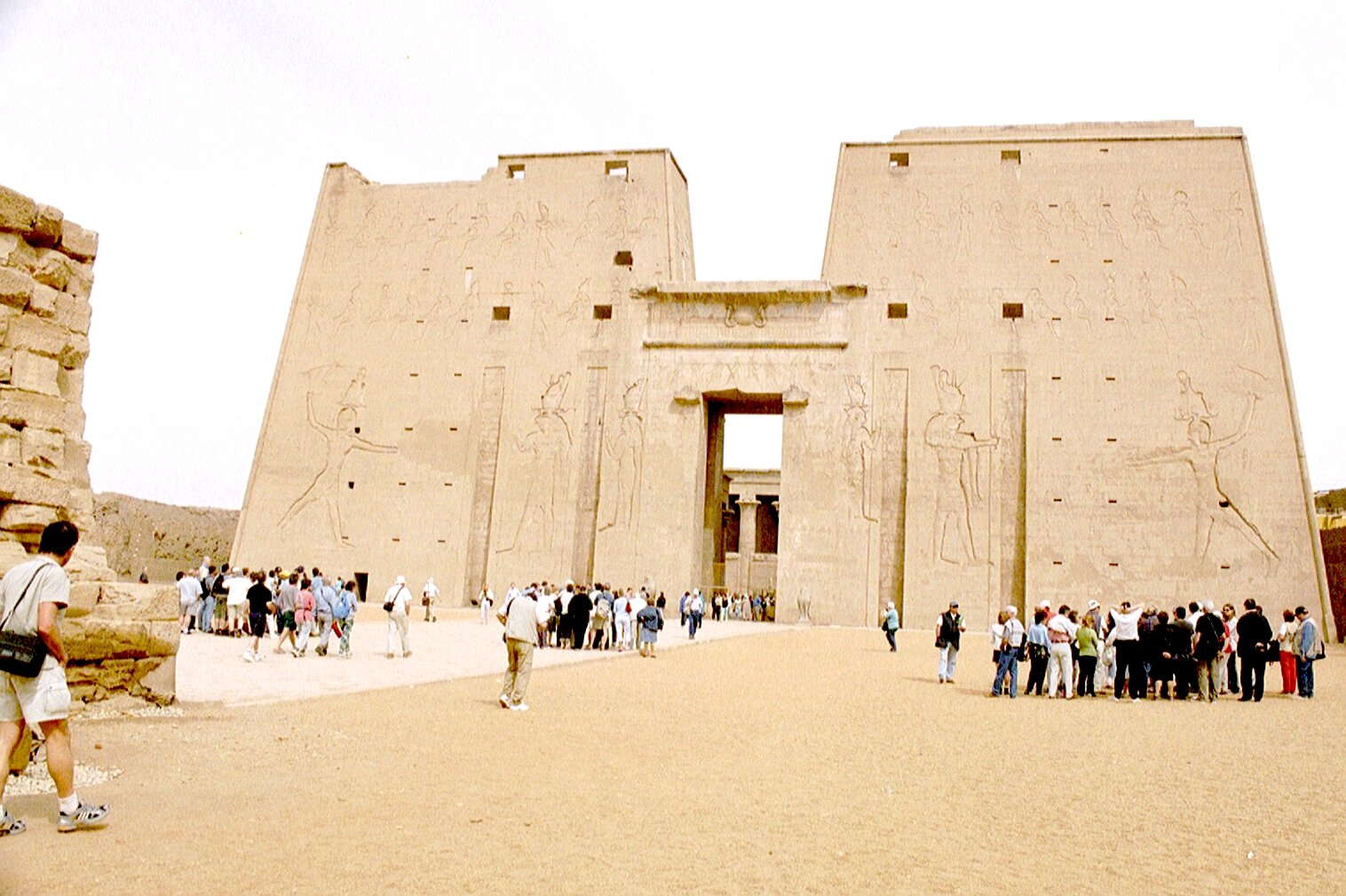
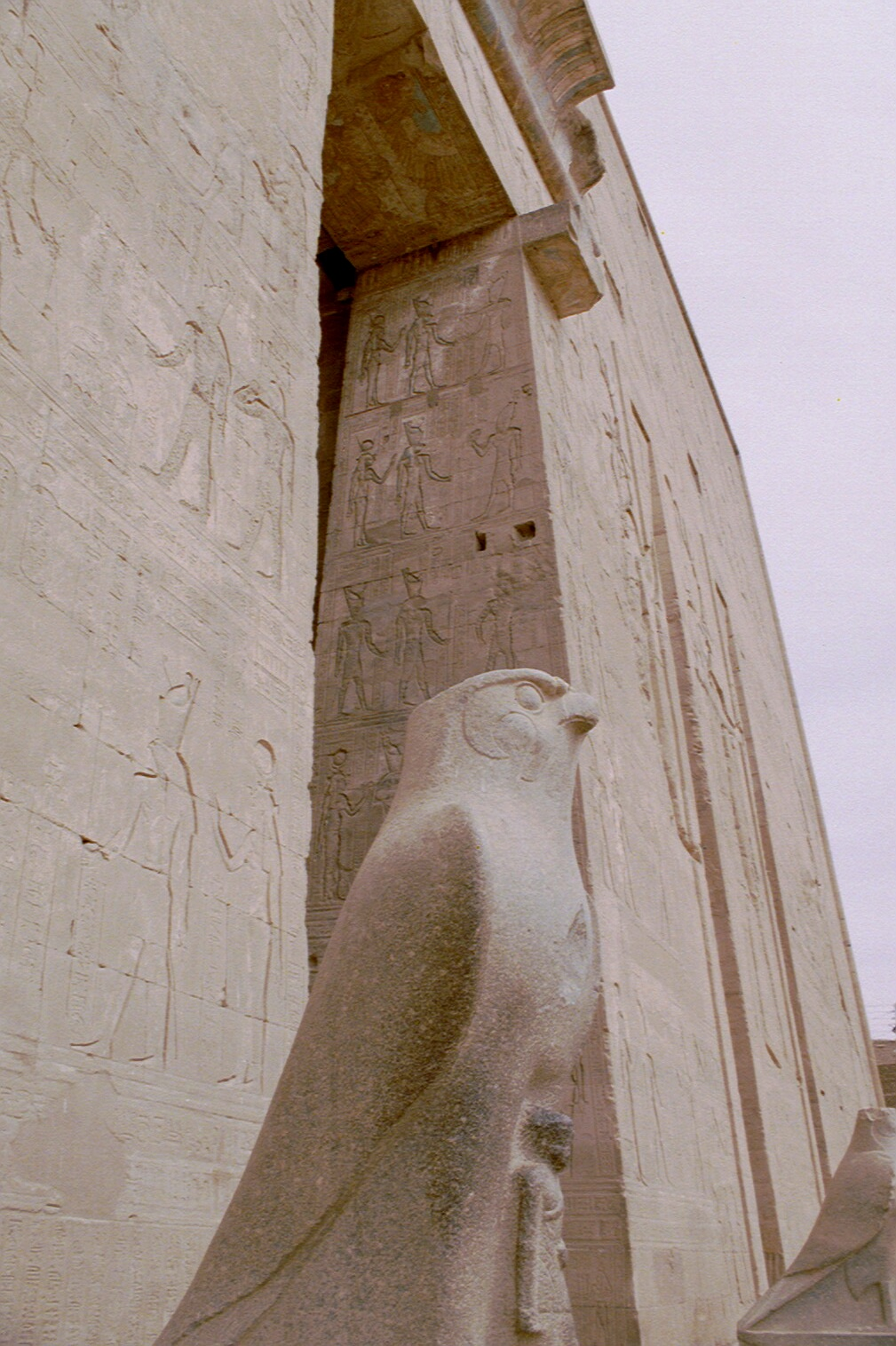
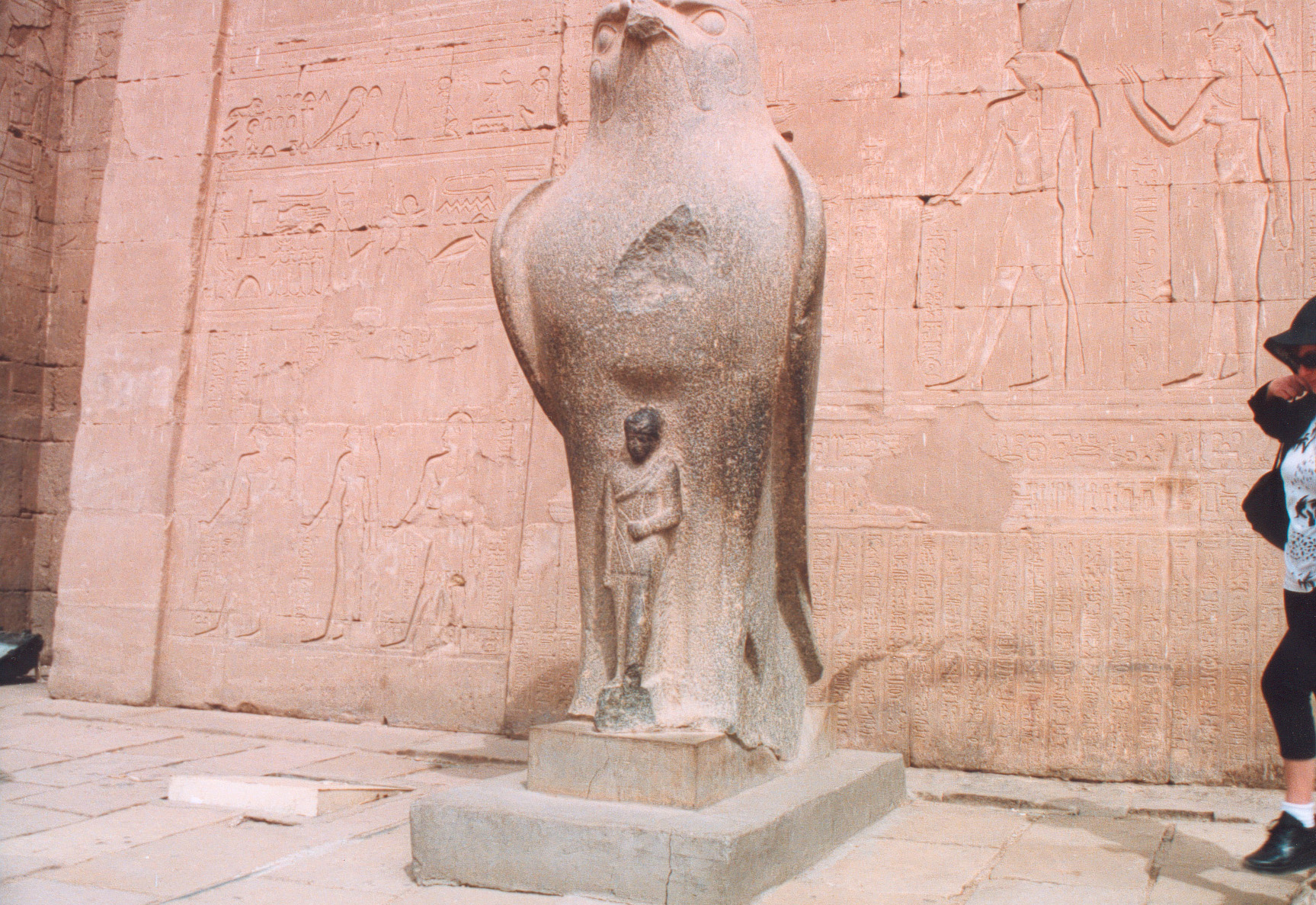
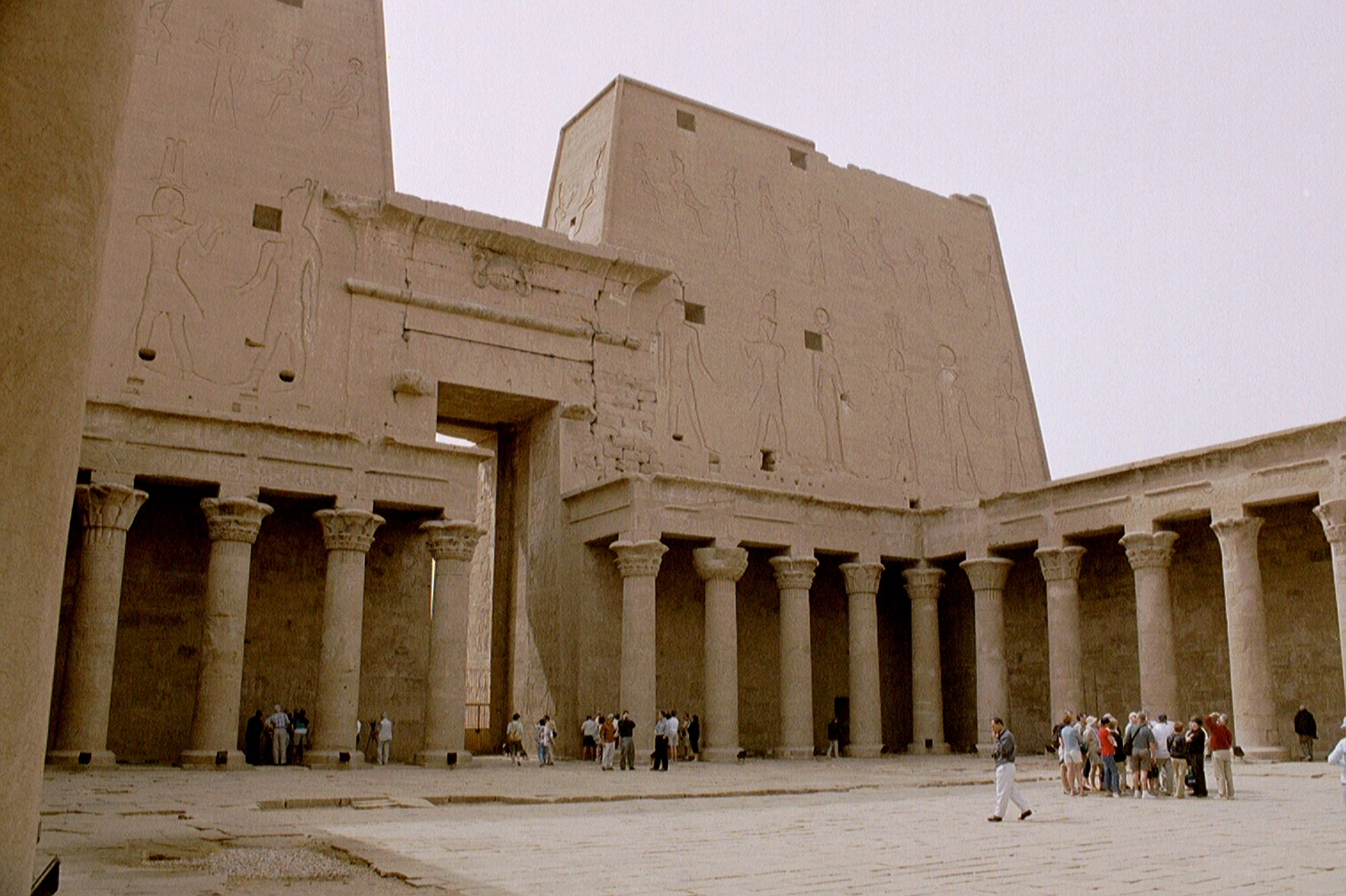
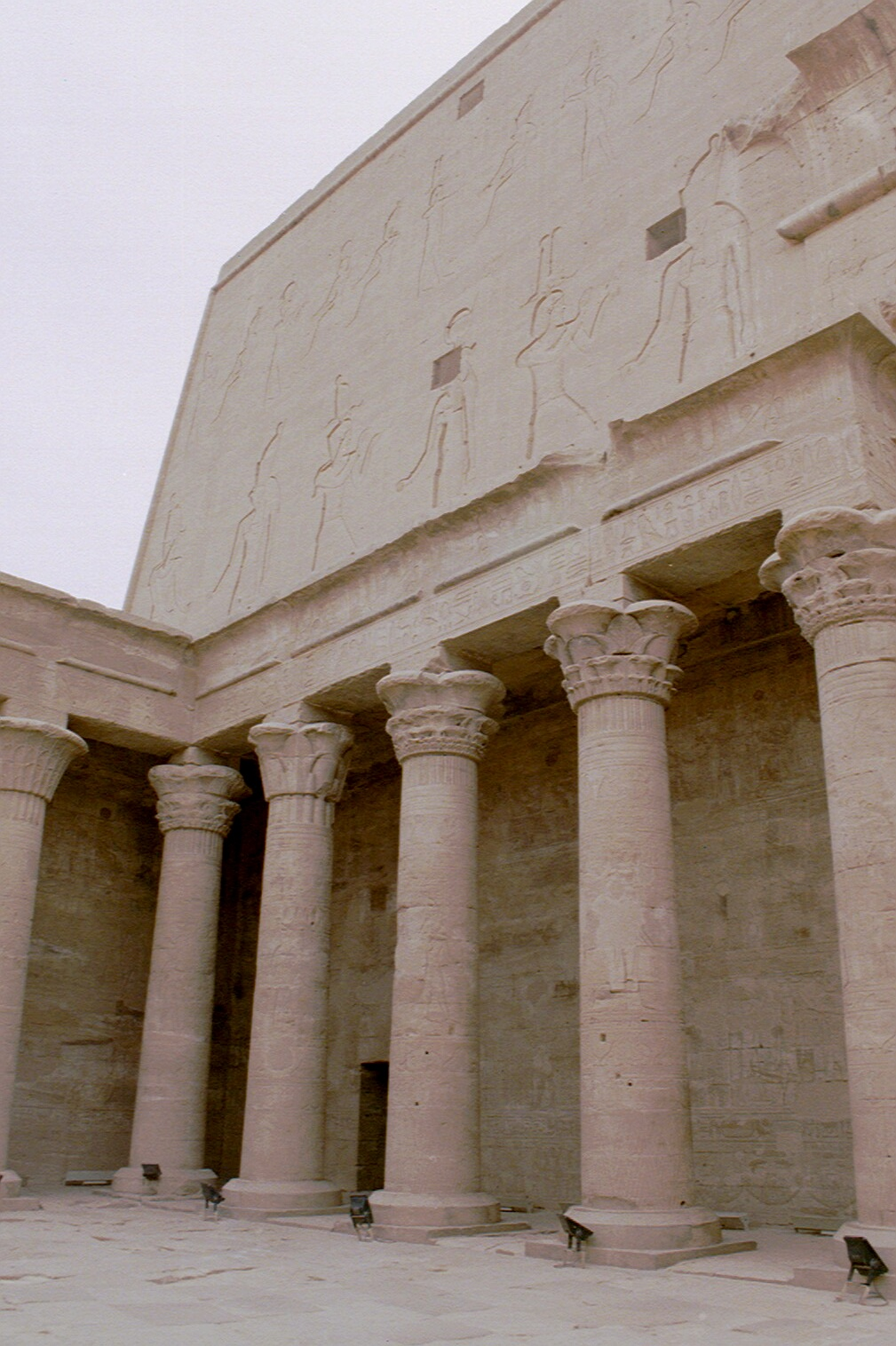
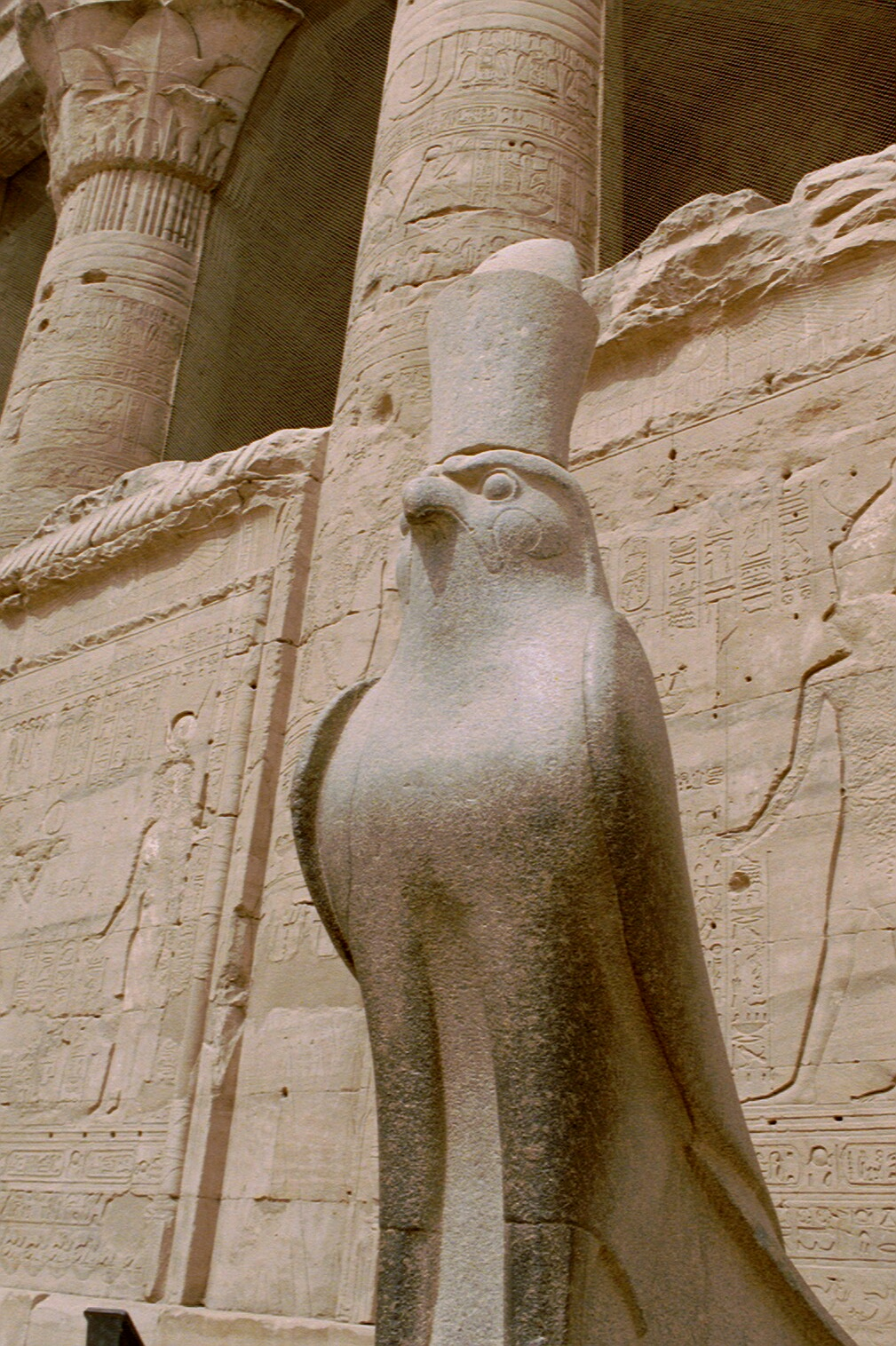
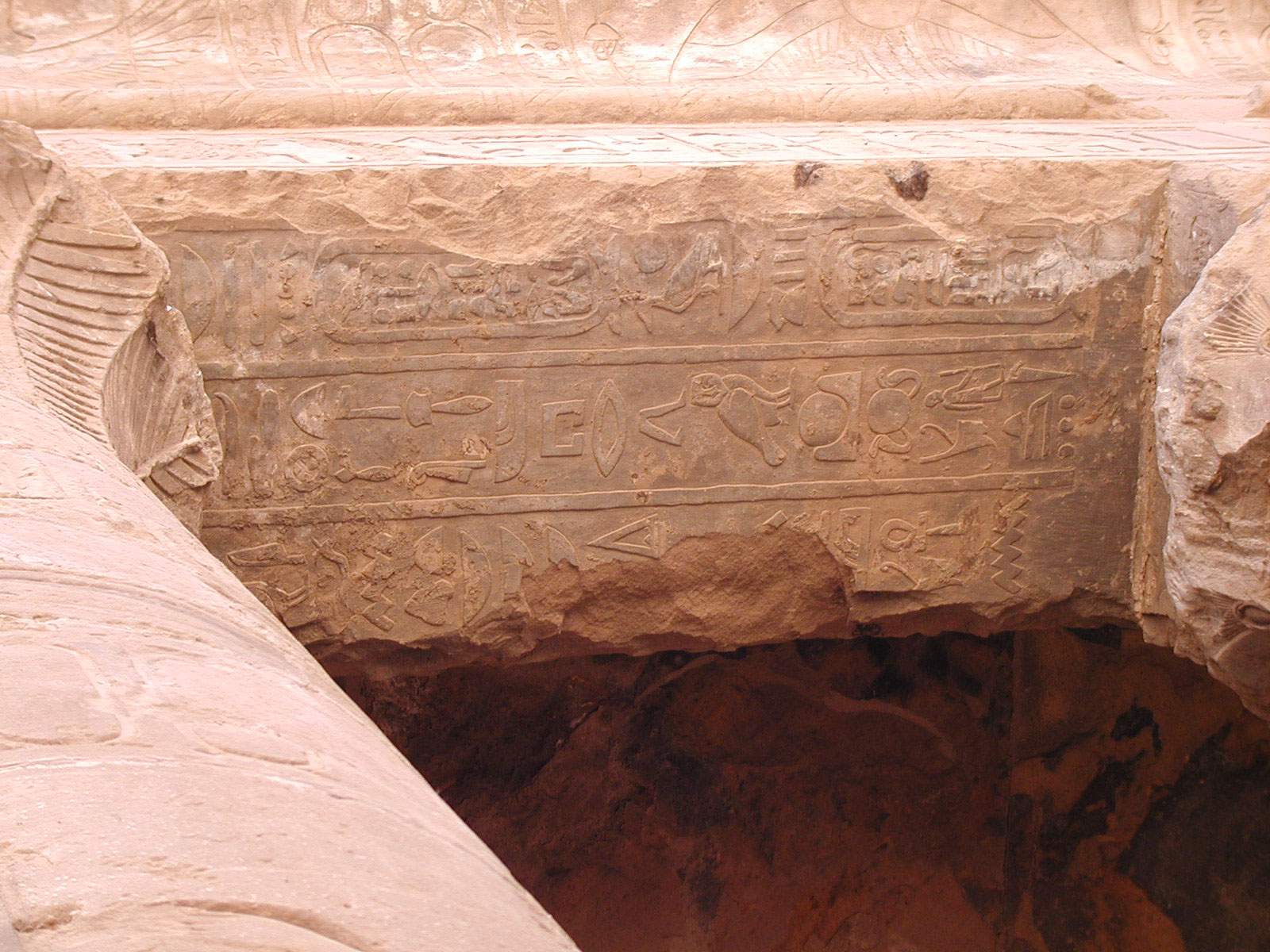
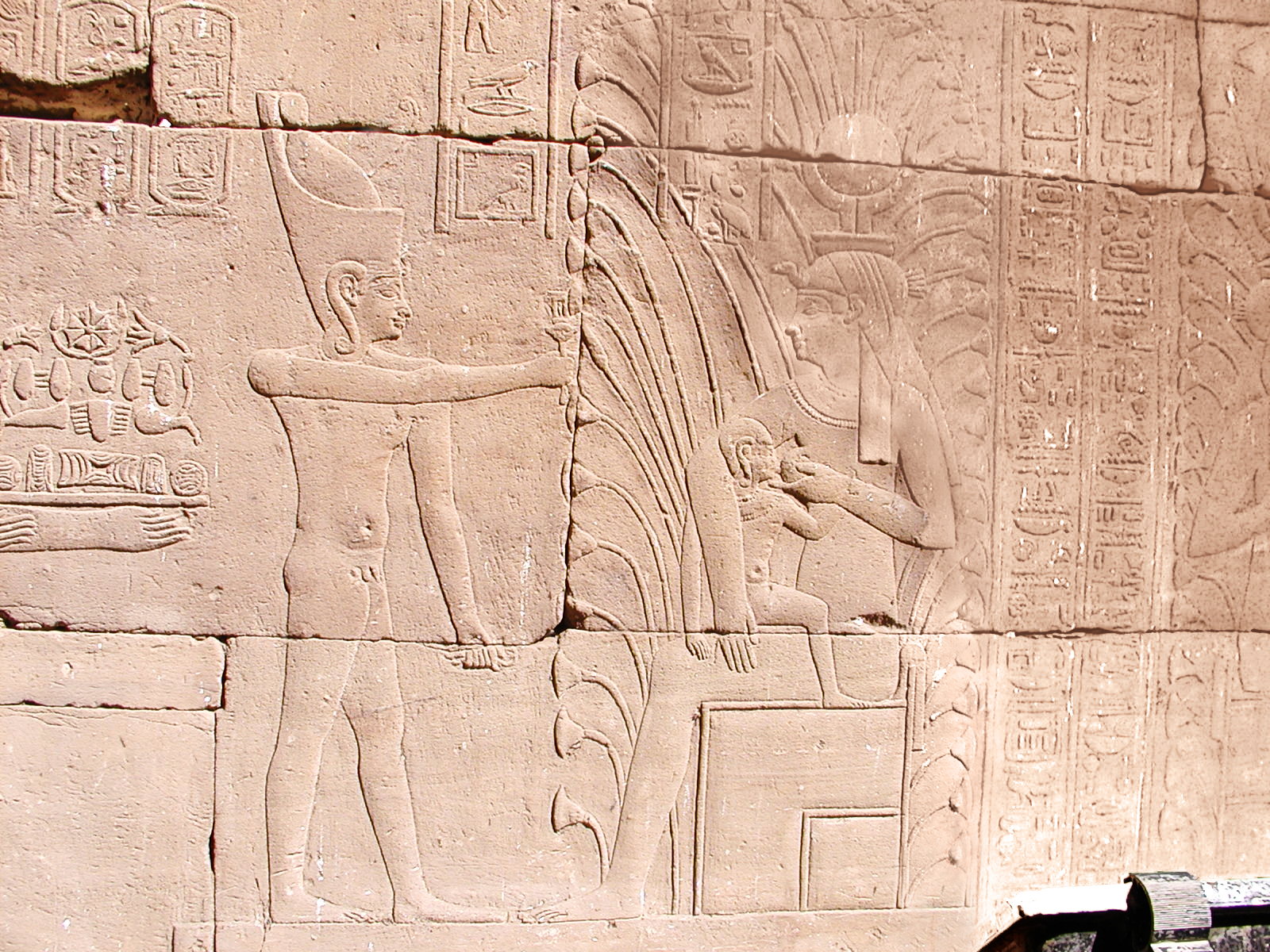

## تاریخچه

### پیشینه
معبد ادفو که در شهر ادفو قرار دارد، از برجسته‌ترین نمونه‌های معماری دوره یونانی-رومی در مصر به شمار می‌رود. این بنا که به هوروس، ایزد آسمان‌ها تقدیم شده بود، طی سال‌های ۲۳۷ تا ۵۷ پیش از میلاد احداث گردید. این مکان مقدس علاوه بر کارکرد مذهبی، نمادی از عظمت و استمرار تمدن کهن مصری محسوب می‌شد. ساختار معماری آن شامل عناصر شاخصی چون دروازه عظیم (پایلون)، صحن ستون‌دار و تالارهای متعدد است که همگی بازتاب‌دهنده سبک اصیل معماری مصری می‌باشند.

### احداث و بنیان‌گذاری
فرآیند ساخت این معبد در دوران فرمانروایی بطلمیوس سوم آغاز و در زمان بطلمیوس دوازدهم به پایان رسید. اگرچه طراحی آن پیرو الگوهای سنتی مصری است، اما تأثیرات هنر یونانی در برخی جزئیات تزئینی مشهود می‌باشد. دروازه ورودی عظیم ۳۶ متری معبد، صحنه‌هایی از پادشاه بطلمیوسی را در حال نبرد با دشمنان به تصویر کشیده است.

#### عصر فراعنه (۳۰۰۰–۳۳۲ پیش از میلاد)
در دوره پادشاهی میانه (۲۰۵۵–۱۶۵۰ ق.م)، بنای مقدسی توسط سنوسرت یکم در منطقه کرنک برپا شد. با گذر به عصر پادشاهی جدید (۱۵۰۰–۱۰۶۹ ق.م)، شاهد احداث معابد عظیمی همچون ابیدوس و کرنک هستیم. سنگ‌نوشته‌های به جای مانده گواه آن است که این نیایشگاه‌ها به فرمان فرعون‌ها و برای پرستش خدایان ساخته می‌شدند.

#### عصر هلنیستی و رومی (۳۳۲ ق.م–۳۹۵ میلادی)
پس از فتوحات اسکندر مقدونی، مصر تحت سیطره یونانیان و سپس رومیان درآمد. در این برهه، آیین‌های سنتی مصری به تدریج رو به زوال نهادند.

#### اواخر عهد باستان (سده‌های ۴–۶ میلادی)
با رسمیت یافتن مسیحیت در سال ۳۸۰ میلادی، فعالیت معابد غیرمسیحی متوقف شد. معبد ادفو احتمالاً در سده پنجم میلادی به کلی متروک گردید، هرچند پرستش ایزیس در جزیره فیله تا سده ششم میلادی تداوم یافت. در دوره بیزانسی، بخش‌هایی از این معبد به کلیسا تبدیل شد.

#### دوره اسلامی (از ۶۴۰ میلادی به بعد)
پس از گشوده شدن مصر به دست مسلمانان، معبد ادفو به محل سکونت بدل گردید. ساکنان محلی خانه‌های گلی را در محوطه و حتی بر روی سازه‌های معبد بنا نهادند. در سده‌های میانه، مردم در میان ویرانه‌های آن سکنی گزیدند و از فضاهای آن به عنوان انبار و سکونتگاه استفاده کردند. در سده‌های ۱۰ و ۱۱ میلادی، زائران مسلمان یادگاری‌هایی بر دیوارهای آن نقش بستند.

#### دوران معاصر (از سده ۱۶ میلادی به بعد)
سیاحان اروپایی از سده شانزدهم میلادی بازدید از این مکان را آغاز کردند. در سده نوزدهم، باستان‌شناسان فرانسوی موفق شدند این بنای تاریخی را که تقریباً به طور کامل زیر توده‌های شن مدفون شده بود، کشف و از زیر خاک بیرون آورند.

### اهمیت تاریخی
معبد ادفو به عنوان یکی از سالم‌ترین معابد برجای مانده از دوران باستان، منبعی ارزشمند برای پژوهش در زمینه دین، هنر و معماری مصر باستان به شمار می‌آید. کتیبه‌های مفصل آن گنجینه‌ای بی‌همتا از اطلاعات مربوط به مناسک مذهبی مصریان باستان را در خود جای داده است. امروزه این اثر تاریخی در زمره مهم‌ترین جاذبه‌های گردشگری مصر قرار دارد.

## کشف معبد ادفو و تحولات تاریخی آن

### کشف و احیای معبد:
معبد ادفو پس از ۱۵۰۰ سال زیر انبوهی از خاک و زباله مدفون بود   - باستان‌شناسان آن را کشف، پاکسازی و مستندنگاری کردند در قرن ۱۹، باستان‌شناسان اروپایی به سرپرستی آگوست ماریه، معبد ادفو را از زیر انبوه خاک و زباله خارج کردند. این معبد که زمانی محل پرستش هوروس بود، بعدها به محل سکونت روستاییان تبدیل شده بود.

#### نقش اروپاییان:
فرانسوی‌ها اولین اندازه‌گیری‌های علمی را انجام دادند 
آلمانی‌ها مهم‌ترین کتیبه‌ها را کشف کردند. جهانگردان ونیزی و فرانسوی در قرون ۱۶-۱۸ از وضعیت معبد گزارش دادند.  
هیئت علمی ناپلئون اولین بررسی‌های علمی را انجام دادند   
ایجاد نشانه‌های اندازه‌گیری متریک در معبد توسط فرانسوی‌ها 

#### قاهره:
مأموریت مشترک باستان‌شناسی بین شورای عالی آثار باستانی مصر و دانشگاه وورتسبورگ آلمان موفق شد برای اولین بار نقوش و کتیبه‌های رنگی اصلی در سقف معبد ادفو را آشکار کند.  این کشف بخشی از پروژه مرمت سقف معبد ادفو است که از سال ۲۰۲۱ آغاز شده است. معبد ادفو که به پرستش خدای هوروس اختصاص دارد، اکنون شاهد نمایش بقایای رنگ‌های اصلی است که زمانی سطح نقوش برجسته آن را پوشانده بودند.  وزیر آثار باستانی مصر از تلاش‌های مرمت‌گران برای حفظ میراث فرهنگی مصر تقدیر کرد و به کوشش‌های خستگی‌ناپذیر آنان برای آشکارسازی تمامی کتیبه‌های معابد مصر و بازگرداندن رنگ‌های اصیلی که هزاران سال زینت‌بخش این آثار بوده‌اند، اشاره نمود.

## معماری و سازه

### 1.ساختار کلی معبد:
معبد ادفو که به عنوان یکی از کامل‌ترین نمونه‌های معماری دوره بطلمیوسی شناخته می‌شود، از چند بخش اصلی تشکیل شده است. وقتی به معبد نزدیک می‌شوید، اولین چیزی که توجه شما را جلب می‌کند، پایلون عظیم ورودی است. این پایلون که مانند دو کوه عظیم به نظر می‌رسد، ارتفاعی حدود ۳۶ متر دارد و ضخامت آن به ۹ متر و ۴۵ سانتی‌متر می‌رسد.روی دیوارهای این پایلون، نقوشی از نبردهای بطلمیوس هشتم به چشم می‌خورد که با دقت زیادی حکاکی شده‌اند.
پس از عبور از پایلون، به حیاط بزرگی می‌رسید که اطراف آن را ۳۲ ستون باشکوه احاطه کرده‌اند. این ستون‌ها که هر کدام ترکیبی از طرح پاپیروس و نخل را در سرستون خود دارند، فضایی majestیک و روح‌نواز ایجاد می‌کنند.دیوارهای محوطه معبد نیز به خودی خود یک شاهکار مهندسی محسوب می‌شوند. این دیوارها که طولشان به ۱۲۶ متر می‌رسد، مانند یک قلعه مستحکم معبد را احاطه کرده‌اند

### 2.سیستم سازه‌ای:
اگر بخواهیم از نظر سازه‌ای به معبد نگاه کنیم، باید بگوییم که معماران مصری از تکنیک‌های پیشرفته‌ای استفاده کرده‌اند. دیوارهای باربر معبد که ضخامت آنها در پایه به ۲ متر و ۶۰ سانتی‌متر می‌رسد. به همراه ستون‌های عظیمی که قطر هر کدام حدود ۲ متر و ۱۰ سانتی‌متر است. بار سقف‌های سنگی را تحمل می‌کنند. این سقف‌ها که ضخامتی حدود ۱ متر و ۸۰ سانتی‌متر دارند. خود از بلوک‌های سنگی بزرگی ساخته شده‌اند.

### 3.مصالح به کار رفته:
مصالحی که در ساخت معبد استفاده شده، هر کدام داستان خود را دارند. سنگ ماسه‌ای که حدود ۸۵ درصد از حجم بنا را تشکیل می‌دهد ، از معادن جبل السلسله استخراج شده است. این سنگ‌ها را با دقت زیادی برش داده و به محل معبد منتقل می‌کردند. برای قسمت‌های خاصی مثل مجسمه‌ها از گرانیت استفاده شده که نمونه بارز آن مجسمه هوروس با وزن حدود ۱۵۰ تن است. درهای معبد هم از چوب سدر ساخته شده که ضخامت هر کدام ۱۲ سانتی‌متر است.

### 4.جزئیات فنی جالب:
معبد ادفو دارای سیستم زهکشی بسیار پیشرفته‌ای است. ۱۴ ناودان به شکل شیر در معبد تعبیه شده که هر کدام می‌توانستند حدود ۲۰۰ لیتر آب را در دقیقه تخلیه کنند . پنجره‌های معبد هم در ارتفاع ۸ متر و نیمی از زمین قرار گرفته‌اند  و به گونه‌ای طراحی شده‌اند که نور خورشید در زمان‌های خاصی از سال دقیقاً به محل‌های مشخصی در معبد بتابد.

## نمادگرایی و عملکرد مذهبی

### 1.عملکرد مذهبی:

#### آیین‌های روزانه:
مجسمه اصلی هوروس هر روز با آیین‌های خاصی شسته، پوشانده و عطرآگین می‌شد . پادشاه (یا کاهن سلطنتی) به نمایندگی از پادشاه، پیشکش‌هایی شامل غذا، لباس و جواهرات تقدیم می‌کرد.

#### جشن‌ها و مراسم:
در جشن‌ها، مجسمه خدا را از معبد خارج می‌کردند و در میان مردم می‌گرداندند . مردم می‌توانستند درخواست‌های خود را مطرح کنند و از طریق حرکت مجسمه پاسخ بگیرند.

### 2.نمادگرایی:

#### ارتباط کیهانی:
معبد به عنوان "آسمان روی زمین" توصیف می‌شد - طراحی آن بازتابی از نظم کیهانی بود که توسط خدایان حفظ می‌شد

#### نمادهای خدایان:
خدایان در قالب‌های مختلفی مانند حیوانات (شیر برای رع) یا ترکیب انسان. حیوان نمایش داده می‌شدند. رویدادهای طبیعی مانند طغیان نیل به اقدامات خدایان نسبت داده می‌شد.
بازدید مصریان از بناهای تاریخی هم جنبه تفریحی و هم مذهبی داشت . کتیبه‌ها نشان‌دهنده اعتقاد به زندگی پس از مرگ و اهمیت "کا" هستند . حتی در آن زمان هم برخی از یادگاری‌نویسی‌های بی‌کیفیت انتقاد می‌کردند . توصیفات شاعرانه از زیبایی معابد (مثل "آسمان مهتابی") نشان‌دهنده درک زیبایی‌شناسی مصریان است . این متون هم جنبه شخصی و هم رسمی دارند و اطلاعات ارزشمندی از زندگی روزمره مصریان ارائه می‌دهند.